# David Almond
David Almond (Newcastle, 1951. május 15. –) angol gyerekkönyvíró.

## Élete
Almond Newcastle-ben született, egy északkelet-angliai iparvárosban, katolikus családban. A Kelet-Angliai Egyetemen végzett irodalomtanár szakon. Fiatalkorában szívesen publikált novellákat különböző helyi újságokban. Írói karrierjét fikciós regények írásával kezdte, mielőtt ráébredt volna, hogy igazából fiatal felnőtteknek szeretne írni. Első ifjúsági regénye, a Skellig 1998-ban jelent meg, és megnyerte a Whitbread-díjat. Azóta film és opera is készült belőle. Művei elgondolkodtatnak gyereket és felnőttet egyaránt. Munkáiban visszatérő témának számítanak a különböző ellentétek (például élet és halál, valóság és fikció, múlt és jövő), oktatási formák és az öntudat természete. Gondolkodására jelentős mértékben hatott William Blake munkássága. Jelenleg az angliai Northumberlandban él családjával. 2007 óta a Nottinghami Egyetem kreatív írás oktatója.

## Díjai, elismerései
- Hans Christian Andersen-díj, 2010
- Nestlé Smarties Book-díj, 2003 ("The Fire Eaters")
- Whitbread Children's Novel of the Year Award, 2003 ("The Fire Eaters")
- Michael L. Printz-díj, 2001 ("Kit's Wilderness")
- Smarties Award Silver Medal, 1999 ("Kit's Wilderness")
- Whitbread Children's Novel of the Year Award, 1998 ("Skellig")
- Carnegie Medal 1998, ("Skellig")

## Ifjúsági művei
- Skellig, 1998
- Kit's Wilderness, 1999
- Heaven Eyes, 2000
- Secret Heart, 2001
- The Fire Eaters, 2003
- Clay, 2005
- Raven Summer, 2008
- The Savage, 2008

## Magyarul
- Szárnyak titka (Skellig), ford. Jászay Gabriella; Egmont Hungary, Bp., 2000
- Skellig. Szárnyak és titkok (Skellig), ford. Cséplő Noémi; Pongrác, Bp., 2009
- A vadóc (The Savage); ford. Rindó Klára, Szabados Tamás; Pongrác, Bp., 2009
- Csókás nyár (Raven Summer); ford. Rindó Klára, Szabados Tamás, ill. Dave McKean; Pongrác, Bp., 2011
- Agyag (Clay); ford. Zubovics Katalin; Pongrác, Bp., 2013
- A nap színe; ford. Rét Viktória; Tilos az Á Könyvek, Bp., 2019